# Organovanadiumchemie
In de organovanadiumchemie worden verbindingen bestudeerd waarin een directe binding voorkomt tussen koolstof en vanadium. Vanadium is een metaal, de organovanadiumchemie is daarmee een subdiscipline van de organometaalchemie. . Organovanadiumverbindingen spelen een bescheiden rol in de organische synthese en als reagens en katalysator in de polymeerchemie.
Van vanadium zijn de oxidatiegetallen +2, +3, +4 en +5 bekend. De meeste vanadiumverbindingen, met uitzondering van de vijfwaardige verbindingen, zijn paramagnetisch waardoor specifiek op vanadium gerichte NMR niet mogelijk is. Standaarduitgangsstoffen voor organovanadiumverbindingen zijn vanadium(III)chloride, zijn adduct met THF VCl3(THF)3 en vanadium(IV)chloride.

## Synthese
Veelgebruikte liganden bij vanadium zijn de carbonylgroep, en de cyclopentadienylgroep.
Vanadiumhexacarbonyl kan gesynthetiseerd worden uitgaande van VCl2, VOCl3 of vanadiumacetylacetonaat in een reactie met koolstofmonoxide, pyridine en magnesium of zink als reductor.
Uit VCl3 kan het hexacarbonylvanadaation verkregen worden:
4 Na + VCl3 + 6 CO + 2 diglyme → [Na(diglyme)2][V(CO)6] + 3 NaCl
Vanadoceen wordt in een tweestapssynthese via vanadoceendichloride uit cyclopentadienylnatrium en vanadium(IV)chloride bereid:
NaC5H5 + VCl4 → VCp2Cl2
gevolgd door een reductie:
VCp2Cl2 + LiAlH4 → V(Cp)2
Gaande door het periodiek systeem is vanadoceen het eerste stabiele metalloceen van de overgangsmetalen. Titanoceen en zirconoceen zijn alleen (januari 2012) bekend als hun "schelpverbindingen" zoals de dichloriden: titanoceendichloride en zirkonoceendichloride. De reacties van vanadoceen lijken op die van de metaalcarbenen met alkynen en nitrilen. Daarnaast wordt het toegepast als reductor.
Indeen kan ook optreden als ligand:
VCl3(THF)3 + Zn → [VCl2(THF)]n
VCl2(THF)]n + Na(indenyl) → V(C9H7)2
evenals benzeen:
VCl4 + AlCl3 + C6H6 → [V(η6C6H6)2][AlH4]
[V(η6C6H6)2][AlH4] + H2O → V(η6C6H6)2
Een groot aantal η1complexen van zowel alkyl- als arylgroepen is beschreven, bijvoorbeeld met mesityleen:
VCl3(THF)3 + (mes)MgBr → V(mes)3(THF)
V(mes)3(THF) + LiMes → Li[V(mes)4]
Li[V(mes)4] + air → V(mes)4(THF)
of norbornylgroepen:
VCl4 + Li(norbornyl) → V(norbornyl)4
Vanadiumoxytrichloride is het uitgangspunt voor vanadium(V)verbindingen:
VOCl3 + Li(mes) → Li[VO(mes)3]
Li[VO(mes)3] + chloranil → VO(mes)3
VOCl3 + ZnPh2 → VOPhCl2

## Reacties
Vanadiumverbindingen spelen een rol als katalysator in sommige specifieke reacties: Twee daarvan zijn:
- koppelingsreacties:
 VCl3 + RLi + R'-CHO → R-C(O)-R'
- de inschuifreacties in de koolstof-vanadiumbinding, zoals in onderstaand voorbeeld aceton wordt gevormd:
CpVCl2(PPh3)2 + MeLi → CpVMe2(PPh3)2
CpVMe2(PPh3)2 + CO → CpVCO2(PPh3)2 + Me-C(O)-Me

## Navigatie
Navigatie Koolstof-elementbinding